# ジノヴィエフ書簡
ジノヴィエフ書簡（ジノヴィエフしょかん、Zinoviev Letter）とは、1924年にイギリスの新聞で公表された文書。ソビエト連邦の政治家グリゴリー・ジノヴィエフが書き、モスクワのコミンテルンからイギリス共産党へ宛てた書簡とされ、イギリスにおける社会扇動を強化するようにとの指示が書かれていた。この書簡の公表によりイギリス国民の間では左派に対する警戒心が高まり、ラムゼイ・マクドナルドが率いる労働党政権は総選挙で敗北した。しかし、書簡は後に偽書であると判明した。

## 背景
1923年に行われた総選挙の結果、穏健派社会主義を掲げる労働党がイギリス史上初めて政権を獲得した。労働党は保守党に次ぐ第二党であり、ハーバート・ヘンリー・アスキス率いる自由党の閣外協力に依存する少数与党で政権は不安定であった。
労働党政権は8月8日にソビエト政府との間で英ソ貿易協定を調印した。ロシア帝政時代の債務を返済する代償として新たに融資する計画が含まれていた。1924年10月8日に下院において内閣不信任案が可決され、マクドナルド首相は国王に下院の解散を伝えた。自由党が不信任案に賛成したのは、左翼ジャーナリストのジョン・ロス・キャンベルが釈放されたことが原因であった。キャンベルは雑誌「ワーカーズ・ウィークリー」で発表した公開書簡において、軍の兵士たちに「将来おこる革命での行動に備えよ」と主張しており、1797年に制定された反乱煽動罪に問われ逮捕されていた。総選挙の投票日は10月29日に決定した。

## 書簡
投票日の4日前、10月25日になって高級紙「タイムズ」、保守的な大衆紙「デイリー・ミラー」、「デイリー・メイル」などに問題の書簡に関する記事が掲載された。これはソビエト連邦の政治家でコミンテルンの指導者でもあるグリゴリー・ジノヴィエフが執筆したイギリス共産党に対する指示書の形をとっていた。「デイリー・メイル」の記事の見出しは「社会主義者の親玉による内戦陰謀：モスクワが我が国のアカに命じる；巨大な計略が明らかに」であった。
最も注目を浴びたのは次の一節である。
書簡では、「両国間のプロレタリアートを団結させる貿易協定」の批准に「ブルジョワジー」と「反動主義者」が反対していること、批准に向け圧力をかけるためにプロレタリアートたちを動員してソ連への融資が経済に有益であると主張させ社会を扇動すること、選挙では労働党を支援すること、革命に備え軍事指導者を準備することなどが書かれていた。マクドナルド首相は書簡の信頼性に疑問を呈したが徒労に終わった。首相は閣議において「ズタ袋に詰め込まれて海に投げ込まれた男の気分だ」と語っている。
選挙ではスタンリー・ボールドウィンが率いる保守党が勝利した。ボールドウィンは政権獲得後に書簡の調査委員会を作ったが、委員会は本物であると結論した。偽書ではないかとの疑問は消えなかったがそれ以上の調査は行われなかった。11月21日にボールドウィンは貿易協定を破棄した。
コミンテルンとソビエト連邦政府は当初から一貫して書簡の信頼性を否定し続けた。ジノヴィエフは10月27日に公式の否定文書を公表し、12月にイギリス共産党の機関紙「コミュニスト・レビュー」にも掲載された。
歴史家のルイス・フィッシャーは、ジノヴィエフ書簡が総選挙の結果に決定的な役割を果たし、少なくとも100選挙区の結果が影響を受けたとしている。この総選挙における労働党の敗北は必然であり、書簡は影響を与えなかったとの評価も存在する。

## その後の研究
1967年にジノヴィエフ書簡に関する詳細な研究結果が3人のイギリス人ジャーナリストの連名で「サンデー・タイムズ」上で発表された。ルイス・チェスター、スティーヴン・フェイ、ヒューゴ・ヤングは、聖ゲオルギオス兄弟団と名乗るロシアの君主制主義者団体がソ連の外交関係を悪化させることを目論んで偽造したと断定した。書簡を実際に執筆した二人のうち一人の未亡人であるイリアナ・ベルガルドが文書が書かれているのを実際に見たとの証言も掲載された。イギリスの外務省は議会でマクドナルド内閣の信任投票が行われた日の二日後にこの文書を入手しており、当初から偽造が疑われていたにも拘らず、一部の官僚と保守党政治家が結託して文書の公開に動いた。著者らはこれを陰謀であったと表現している。
この記事を受けて外務省も独自の調査を開始した。MI5のミリセント・バゴットは3年間に渡って外務省の記録を調べ、生存者のインタビューを行い大部の報告書をまとめたが、公開されることはなかった。
1998年にソ連の記録を元に執筆されたという書簡に関する本「The Crown Jewels: The British Secrets at the Heart of the KGB Archives」がナイジェル・ウェストとオレグ・ツァレフにより出版された。当時の外務大臣ロビン・クックは外務省所属の歴史家ジル・ベネットに事件の調査を委託した。
ベネットは外務省、MI5、MI6、さらにモスクワも訪問してコミンテルンやソビエト共産党の記録を調査した。報告書は1999年1月に発表された。報告書は問題の書簡の筆致はジノヴィエフが他国の共産党に送っていた文章に類似しているものの、当時ソ連はイギリスに対して慎重な外交姿勢をとっていたとした。書簡の執筆者については特定することはできなかったものの、白系ロシア人の情報機関がベルリンもしくはバルト海諸国、おそらくはラトビアのリガにおいて偽造したと推定した。MI6の高官デズモンド・モートンが中心となりMI5とMI6の高官が保守党政治家と新聞にリークした。モートンは当初文書の信頼性を確信していた可能性もあるが、後に偽書であると判明した後も事実を隠し続けたとしている。
MI6が文書を流布していたことはMI6の公式歴史書においても認定されている。シドニー・ライリーやスチュワート・メンジーズも関与していたとする研究もある。